# Jean Dieudonné
Jean Alexandre Eugène Dieudonné (Lille, 1 de julho de 1906 — Paris, 29 de novembro de 1992) foi um matemático francês.
Conhecido por suas pesquisas sobre álgebra abstrata e análise funcional, pelo envolvimento ativo no Grupo Bourbaki e no projeto Éléments de géométrie algébrique de Alexander Grothendieck, e como historiador da matemática, particularmente nos campos da análise funcional e topologia algébrica. Seu trabalho sobre grupos clássicos (o livro La Géométrie des groupes classiques foi publicado em 1955) e sobre grupos formais, introduzindo o que é atualmente conhecido como Módulo de Dieudonné, foi de grande significado nestes campos.

## Vida
Nasceu e cresceu em Lille, passando um período de sua formação na Inglaterra, onde iniciou a estudar álgebra. Em 1924 foi admitido na École Normale Supérieure, onde foi contemporâneo de André Weil. Completou os estudos e em seguida doutorou-se em 1931, orientado por Paul Montel, período que foi acompanhado por estadias nas universidades de Princeton e Berlim, bem como no Instituto Federal de Tecnologia de Zurique. Em 1932–1933 foi professor em Bordeaux, em 1933–1937 em Rennes, em 1937–1952 em Nancy, sendo professor visitante em Estrasburgo e São Paulo. Em 1952 foi para os Estados Unidos, onde lecionou inicialmente na University of Michigan. De 1953 a 1959 foi professor na Northwestern University. Retornou a Paris em 1959, permanecendo até 1964 no Institut des Hautes Études Scientifiques. Desde 1964 foi titular de uma cadeira em Nice.
Em 1934 fundou juntamente com outros matemáticos o Grupo Bourbaki, do qual foi um dos dois membros mais influentes. É de conhecimento corrente que a maior parte dos textos publicados com o pseudônimo Bourbaki chegaram a sua forma final pelas mãos de Dieudonné. Seu talento para a redação de livros texto e sua visão sintética são expressos também na publicação monumental Éléments de géometrie algébrique, escrito juntamente com Alexander Grothendieck na década de 1960, a base para a fundamentação da teoria dos Séminaires de géometrie algébrique (SGA) da escola de Grothendieck. Em seu Cours de géometrie algébrique, publicado em dois volumes, apresenta um esboço sucinto da teoria, apresentando no primeiro volume a história do assunto em questão.
Suas outras áreas de interesse foram teoria dos grupos, grupo de Lie, análise funcional (teoria dos espaços vetoriais topológicos), teoria espectral e topologia (em 1944 introduziu o conceito de espaço paracompacto).
Não obstante, é conhecido principalmente por seu Éléments d’Analyse, onde expõe em diversos volumes a análise completa até geometria diferencial, grupos de Lie e teoria espectral, destinado a profissionais da área. Publicou também livros texto sobre análise e álgebra linear/geometria para iniciantes.
Em 1944 recebeu um prêmio da Académie des Sciences, da qual foi membro em 1968. Recebeu em 1971 o Prêmio Leroy P. Steele da American Mathematical Society.
Dieudonné foi também um pianista virtuoso. Seu interesse pela história da matemática é expresso na quantidade de livros que publicou sobre o assunto, bem como nas digressões histórico-matemáticas dos livros do Grupo Bourbaki (publicadas separadamente em 1994 em Eléments of the history of mathematics). Escreveu entre outros os artigos sobre Henri Poincaré e Hermann Weyl no Dictionary of Scientific Biography. Além disso editou as obras de Camille Jordan.

## Obras
- La géométrie des groupes classiques, Springer 1955, 3.Aufl.1973
- Introduction to the theory of formal groups, Dekker 1973
- Grundzüge der modernen Analysis, 9 Bde., vieweg Verlag (engl. Foundations of Modern Analysis, ab 1960, frz. Elements d Analyse)
- Calcul infinitesimal, Hermann 1968
- Algèbre linéaire et géométrie élémentaire, Hermann 1964, auch engl. Linear algebra and geometry 1969
- com Grothendieck Éléments de geometrie algebrique, mehrere Bde., ab 1960
- Cours de géometrie algébrique, 2 Bde. 1974 (im 1.Band historischer Abriss)
- Historical development of algebraic geometry, American Mathematical Monthly 1972, Nr.10
- A history of algebraic and differential topology 1900-1960, Birkhäuser Verlag 1988
- History of functional analysis, North-Holland 1981
- Une brève histoire de la topologie, in J.-P. Pier ed. Mathematics 1900-1950, Birkhäuser 1993, S. 35-150
- L'école mathématique francaise du 20.siècle, in J.-P.Pier ed. Mathematics 1950-2000, Birkhäuser 2000
- als Herausgeber und Mitautor: Geschichte der Mathematik 1700-1900 - ein Abriss, vieweg 1985 (frz.Original Abrege de histoire des mathématiques, Hermann 1978)
- Mathematics - the music of reason, Springer 1992
- Pour l honneur de l esprit humain: les mathematiques aujourd´hui, Hachette 1987
- A panorama of pure mathematics - as seen by Nicolas Bourbaki, Academic Press 1982 (frz. Original Gauthier-Villars 1977)